# روبيرتو إيراس
روبيرتو إيراس (بالإسبانية: Roberto Heras)‏ مواليد 1 فبراير 1974 في إسبانيا، هو دراج إسباني سابق في صنف سباق الدراجات على الطريق.

## سباقات أو مراحل فاز بها
- طواف إسبانيا
- طواف إيطاليا

## روابط خارجية
- روبيرتو إيراس على موقع الاتحاد الدولي للدراجات (الإنجليزية)
- روبيرتو إيراس على موقع أرشيف الدراجات (الإنجليزية)
- روبيرتو إيراس على موقع إحصائيات الدراجات الإحترافية (الإنجليزية)
- روبيرتو إيراس على موقع نسبة الدراجات (الإنجليزية)
- روبيرتو إيراس على موقع CycleBase (الإنجليزية)